# Ondrej Duda
Ondrej Duda (Snina, 5 de desembre de 1994) és un futbolista eslovac que juga com a migcampista al Legia de Varsòvia de l'Ekstraklasa i per la selecció de futbol d'Eslovàquia.

## Carrera
Dubta va començar la seva carrera futbolística en l'equip de la seva ciutat natal, el MFK Snina. Posteriorment es va traslladar al Košice, on va emergir de les files de l'equip juvenil, fent el seu debut en el primer equip del club a l'edat de 17 com a suplent en la victòria per 1-0 davant el Slovan Bratislava.
L'hivern de 2013-2014, Duda va decidir no estendre el seu contracte amb Košice, que expiraria l'estiu següent. El febrer de 2014, Duda va fitxar pel Legia de Varsòvia amb un contracte per quatre anys i mig.

## Clubs
| Club              | País       | Temporada   |
| ----------------- | ---------- | ----------- |
| Košice            | Eslovàquia | 2012 - 2014 |
| Legia de Varsòvia | Polònia    | 2014 - Act. |